# Le miracle
Le miracle è una canzone registrata dalla cantante canadese Céline Dion, pubblicata come secondo singolo promozionale dell'album in lingua francese Sans attendre (2012). Scritto da Marie Bastide e Gioacchino Maurici, e prodotto da Jacques Veneruso e Patrick Hampartzoumian, Le miracle è un brano pop che parla sui miracoli che avvengono nella vita di tutti i giorni.
Ben accolta dalla critica, la canzone è stata inserita tra le più significative dell'album.
Il videoclip diretto da Thierry Vergnes presenta la Dion in uno scenario autunnale insieme a persone che saltano in aria per esprimere la loro felicità.

## Antefatti e rilascio
Il 18 ottobre 2012 sul sito ufficiale di Céline Dion, furono pubblicati sia i testi sia le anteprime di trenta secondi di tutte le tracce di Sans attendre. Il 28 ottobre, una settimana prima dell'uscita dell'album, il celinedion.com annunciò che Le miracle sarebbe stato il secondo singolo ad essere pubblicato per la promozione dell'album.
La canzone divenne disponibile come Digital download dall'album il giorno in cui fu pubblicato Sans attendre. La copertina del singolo promozionale è stata creata dall'illustratrice Aurore Hutton, nipote dell'ex presidente francese Valéry Giscard d'Estaing, come tutte le copertine dei singoli del nuovo album francese e dell'album stesso.

## Composizione e contenuti
La canzone è stata scritta da Marie Bastide e Gioacchino Maurici, mentre la produzione è stata curata da Jacques Veneruso e Patrick Hampartzoumian, anche produttori del singolo precedente, Parler à mon père. Le miracle è una canzone pop, che inizia con un semplice pianoforte e la voce di Dion che poi si mescola al coro dei bambini. La traccia utilizza anche l'ukulele suonato da Veneruso. Il testo del la canzone parla di vedere i miracoli nella vita di tutti i giorni e di credere in essi.

## Videoclip musicale
Il videoclip musicale di Le miracle è stato diretto da Thierry Vergnes, regista di diversi videoclip della Dion, e girato il 2 ottobre 2012 in un golf club a Terrebonne, Québec. Il videoclip musicale di Le miracle fu presentato in anteprima il 20 novembre 2012. Nel video si vede Céline sotto il sole autunnale, che cammina tra gli alberi con foglie arancioni e rosse, mentre diverse persone saltano in aria per esprimere la loro gioia e felicità. Alla fine del videoclip, viene mostrata una giovane donna incinta e appare una citazione di Albert Einstein: "Ci sono solo due modi per vivere la tua vita. Uno è come se nulla fosse un miracolo. L'altro è come se tutto fosse un miracolo." Il videoclip musicale utilizza la versione abbreviata della canzone, pubblicata per le radio.

## Recensioni da parte della critica
La canzone ha ricevuto recensioni generalmente positive da parte della critica musicale. Łukasz Mantiuk di All About Music definì Le miracle una "canzone gioiosa... con un meraviglioso coro di bambini." Bernard Perusse di The Gazette scrisse: "I due singoli del disco, che danno il via alla prima metà più forte dell'album, sono ottimi esempi: Parler à mon père e Le miracle hanno entrambi melodie immediatamente accessibili per la Dion per navigare e creare veicoli perfetti per lei e per navigare con grazia." Su The Arts Desk, Kieron Tyler scrisse nella sua recensione di Sans attendre: "Anche il coro di ragazzini in massa su Le miracle è tenuto sotto controllo e non si perde nel mieloso." Alain de Repentigny di La Presse recensì: "Pop accattivante che canticchi al primo ascolto, ma il cui fascino si consuma rapidamente." Secondo PureBreak Charts, Le miracle è "l'unico grande raggio di sole in questo album malinconico... non molto originale". Lea Hermann di Focus inserì il brano nel paragrafo del suo articolo intitolato "Canzoni che suonano come Disney" e scrisse: "suona come la primavera fresca con voci di sottofondo che ricordano un coro di bambini."

## Successo commerciale
Le miracle ha avuto un grande successo in Québec, dove alla fine di novembre 2012 raggiunse la prima posizione sia nella Top 100 Francophone che nella Top 25 Adult Contemporary. Il 7 novembre 2012, il singolo debuttò anche nella classifica Canadian Adult Contemporary stilata da Billboard, raggiungendo la numero ventuno.
In Europa Le miracle entrò nelle classifiche di Belgio Vallonia e Francia dove raggiunse rispettivamente le posizioni numero ventisette e settantasette. Nel dicembre 2012, il singolo entrò anche nella classifica Airplay del Belgio Vallonia, raggiungendo la trentesima posizione.

## Interpretazioni dal vivo e pubblicazioni
Céline Dion presentò Le miracle durante gli speciali televisivi canadese e francese andati in onda rispettivamente il 4 novembre 2012 su TVA e il 24 novembre 2012 su France 2, oltre ai due spettacoli televisivi andati in onda su France 3: Chabada del 2 dicembre 2012 e Céline en toute intimité del 17 dicembre 2012. Il 20 dicembre 2012, Céline cantò il suo nuovo singolo in un altro speciale televisivo a lei dedicato e trasmesso su NRJ 12.
Le miracle fu interpretato dalla Dion come brano di chiusura del suo concerto Céline... une seule fois tenutosi nelle pianure di Abraham a Québec City il 27 luglio 2013, e poi registrata e pubblicata sul DVD dell'album live di Céline une seule fois / Live 2013 (2014). La canzone fece anche parte della scaletta del concerto tenutosi allo Sportpaleis di Anversa il 21 novembre 2013, durante la Tournée Européenne 2013.

## Formati e tracce
CD Singolo Promo (Francia) (Columbia: 88765426982)
1. Le miracle (Radio Edit) – 3:21 (testo: Marie Bastide – musica: Gioacchino Maurici)

Digital download
1. Le miracle – 3:57 (testo: Bastide – musica: Maurici)

## Classifiche
| Classifica (2012-2013)                     | Posizione massima raggiunta |
| ------------------------------------------ | --------------------------- |
| Belgio Fiandre (Ultratip Bubbling Under)   | 53                          |
| Belgio Vallonia (Ultratop 50)              | 27                          |
| Belgio Vallonia (Ultratop Airplay)         | 30                          |
| Canada (Billboard Canada AC)               | 21                          |
| CIS (Tophit)                               | 197                         |
| Francia (SNEP)                             | 77                          |
| Québec (ADISQ - Top 100 Francophone)       | 1                           |
| Québec (ADISQ - Top 25 Adult Contemporary) | 1                           |

## Crediti e personale
Registrazione
- Registrato ai Echo Beach Studios di Jupiter (FL)

Personale
- Arrangiato da - Jacques Veneruso, Patrick Hampartzoumian
- Basso - Jean-Marc Haroutiounian
- Batteria - Laurent Coppola
- Chitarra acustica - Jacques Veneruso
- Chitarra elettrica - André Hampartzoumian
- Cori - Agnès Puget, Jacques Veneruso, Delphine Elbé, Emilie Smill, Patrick Hampartzoumian
- Coro - Choeurs du Studio Meyes de La Ciotat
- Mixato da - Patrick Hampartzoumian
- Musica di - Gioacchino Maurici

- Percussioni - Patrick Hampartzoumian
- Pianoforte - Emmanuel Guerrero
- Produttore -  Jacques Veneruso, Patrick Hampartzoumian
- Programmazione - Patrick Hampartzoumian
- Registrato da - Patrick Hampartzoumian
- Registrato da (voci) - François Lalonde
- Registrato da (voci - assistente) - Ray Holznecht
- Testi di - Marie Bastide
- Ukulele - Jacques Veneruso